# SteelSeries Fang
SteelSeries Fang Gamepad (ранее Zboard Fang, Ideazon Fang) — модель игровой клавиатуры, разработанная датской компанией SteelSeries.

## Функциональность
Устройство имеет формы стандартного D-pad'а, но позволяет назначать клавиатурные клавиши на кнопки Fang Gamepad (например можно назначить на одну клавишу функциональность CTRL, а на остальные — клавиши передвижения — стре́лок).
Устройство подключается к USB-порту.
Главное отличие устройства — полная симметрия. То есть, SteelSeries Fang можно без проблем использовать как левой, так и правой рукой.